# Río Cole
El Cole es un corto río de 43 km de longitud que fluye por la región de los Midlands en Inglaterra. Nace en Redhill, cerca de Kings Norton, al sur de la ciudad de Birmingham. Tras atravesar Birmingham, pasa por Coleshill, población a la que da su nombre. Se une al río Blythe, del que es afluente, cerca de la Reserva de Ladywalk, poco antes de que el propio Blythe se encuentre con el Tame. A su vez, este último se une al Trent, que finalmente desagua al mar del Norte por el estuario de El Humber.
Once kilómetros del curso del río por el valle del Cole están protegidos por el parque rural de Kingfisher. El arroyo Coldbath, un afluente menor del Cole, mueve la molino de Sarehole, hoy un museo, que fue uno de los lugares que inspiraron a J. R. R. Tolkien las ubicaciones de El Señor de los Anillos. En el edificio adjunto del molino se encuentra la oficina de los guardas del parque rural de la Comarca, un espacio natural que engloba el curso del Coldbath y siete kilómetros del cauce del Cole, entre Yardley Wood y el parque de atracciones «The Ackers».
El Cole resulta potencialmente peligroso durante las lluvias intensas, pues suele rebosar su cauce, inundando los terrenos adyacentes. Para reducir ese riesgo, se construyó el lago artificial de Babbs Mill para embalsar el volumen que el cauce no pueda manejar, laminando las avenidas.
En Majors Green, cerca de Shirley, el río cruza bajo un acueducto del canal de Stratford-upon-Avon.